# Зозуля довгодзьоба
Зозуля довгодзьоба (Chrysococcyx megarhynchus) — вид зозулеподібних птахів родини зозулевих (Cuculidae). Мешкає в Індонезії і Папуа Новій Гвінеї.

## Поширення і екологія
Довгодзьобі зозулі мешкають на Новій Гвінеї, а також на островах Ару і Раджа-Ампат. Вони живуть у вологих рівнинних тропічних лісах. Живляться гусінню і комахами. Як і багато інших видів зозуль, практикують гніздовий паразитизм, відкладаючи яйця в гнізда іншим птахам.